# Campionati mondiali di nuoto in vasca corta 2010 - 200 metri farfalla maschili
Le qualifiche per la finale si è svolta la mattina del 19 dicembre 2010, mentre la finale si è svolta la sera dello stesso giorno.

## Medagliere
| Posizione | Atleta       | Paese     |
| --------- | ------------ | --------- |
| Oro       | Chad le Clos | Sudafrica |
| Argento   | Kaio Almeida | Brasile   |
| Bronzo    | László Cseh  | Ungheria  |

## Record
Prima della manifestazione il record del mondo (RM) e il record dei campionati (RC) erano i seguenti:
| Record mondiale       | 1:49.11 | Kaio Almeida Brasile         | 10 novembre 2009 Stoccolma, Svezia     |
| Record dei campionati | 1:51.05 | Moss Burmester Nuova Zelanda | 13 aprile 2008 Manchester, Regno Unito |

Durante la competizione non sono stati migliorati record.

## Risultati batterie
| Pos. | Batteria | Corsia | Atleta                     | Nazionalità         | Tempo       | Note        |
| ---- | -------- | ------ | -------------------------- | ------------------- | ----------- | ----------- |
| 1    | 6        | 1      | László Cseh                | Ungheria            | 1:52.81     |             |
| 2    | 6        | 8      | Chad le Clos               | Sudafrica           | 1:52.91     |             |
| 3    | 1        | 6      | Peng Wu                    | Cina                | 1:53.25     |             |
| 4    | 4        | 5      | Kaio Almeida               | Brasile             | 1:53.26     |             |
| 4    | 5        | 7      | Robert Bollier             | Stati Uniti         | 1:53.26     |             |
| 6    | 5        | 3      | Jayden Hadler              | Australia           | 1:53.27     |             |
| 7    | 6        | 5      | Chris Wright               | Australia           | 1:53.52     |             |
| 8    | 4        | 3      | Marcin Cieślak             | Polonia             | 1:53.76     |             |
| 9    | 6        | 4      | Paweł Korzeniowski         | Polonia             | 1:53.77     |             |
| 10   | 5        | 8      | Shaune Fraser              | Isole Cayman        | 1:53.80     |             |
| 11   | 6        | 6      | Duarte Mourão              | Portogallo          | 1:53.82     |             |
| 12   | 4        | 4      | Joeri Verlinden            | Paesi Bassi         | 1:53.86     |             |
| 13   | 5        | 4      | Dinko Jukić                | Austria             | 1:53.92     |             |
| 14   | 5        | 6      | Tyler Clary                | Stati Uniti         | 1:54.41     |             |
| 15   | 4        | 6      | Leonardo De Deus           | Brasile             | 1:54.43     |             |
| 16   | 6        | 3      | Omar Pinzón                | Colombia            | 1:54.64     |             |
| 17   | 4        | 2      | Robert Zbogar              | Slovenia            | 1:54.73     |             |
| 18   | 5        | 1      | Chi-Chieh Hsu              | Taipei cinese       | 1:55.03     |             |
| 19   | 6        | 7      | Dávid Verrasztó            | Ungheria            | 1:55.06     |             |
| 20   | 5        | 2      | Simon Sjoedin              | Svezia              | 1:55.21     |             |
| 21   | 4        | 1      | Ioannis Drymonakos         | Grecia              | 1:55.87     |             |
| 22   | 6        | 2      | Jan Sefl                   | Rep. Ceca           | 1:56.25     |             |
| 23   | 5        | 5      | Gal Nevo                   | Israele             | 1:56.66     |             |
| 24   | 1        | 3      | Alon Mandel                | Israele             | 1:56.67     |             |
| 25   | 3        | 2      | Velimir Stjepanović        | Serbia              | 1:57.18     |             |
| 26   | 4        | 7      | Nuno Quintanilha           | Portogallo          | 1:57.61     |             |
| 27   | 3        | 4      | Norbert Trudman            | Slovacchia          | 1:59.26     |             |
| 28   | 2        | 5      | Mauricio Fiol              | Perù                | 1:59.45     |             |
| 29   | 3        | 1      | Marawan Hellal             | Egitto              | 1:59.49     |             |
| 30   | 2        | 4      | Grant Beahan               | Zimbabwe            | 1:59.79     |             |
| 31   | 4        | 8      | Andres Montoya             | Colombia            | 1:59.94     |             |
| 32   | 3        | 8      | Javier Hernández           | Honduras            | 1:59.99     |             |
| 33   | 3        | 5      | Yousef Alaskari            | Kuwait              | 2:03.24     |             |
| 34   | 3        | 6      | Pedro Miguel Pinotes       | Angola              | 2:05.06     |             |
| 35   | 2        | 1      | Duan Le Kenneth Lim        | Singapore           | 2:08.39     |             |
| 36   | 2        | 7      | Neil Agius                 | Malta               | 2:10.39     |             |
| 37   | 2        | 2      | Al Kaabi Ali               | Emirati Arabi Uniti | 2:10.69     |             |
| 38   | 2        | 3      | Nuno Miguel Rola           | Angola              | 2:11.10     |             |
| 39   | 2        | 6      | Sofyan El-Gadi             | Libia               | 2:19.06     |             |
| 40   | 2        | 8      | Chee Wei, Anderson Lim     | Brunei              | 2:20.51     |             |
|      | 1        | 4      | Weiwu Chen                 | Cina                | Non partito | Non partito |
|      | 1        | 5      | Clément Lefert             | Francia             | Non partito | Non partito |
|      | 3        | 3      | Alexander Broberg Skeltved | Norvegia            | Non partito | Non partito |
|      | 3        | 7      | Jason Dunford              | Kenya               | Non partito | Non partito |

## Finale
| Pos. | Corsia | Atleta         | Nazionalità | Tempo   | Note |
| ---- | ------ | -------------- | ----------- | ------- | ---- |
|      | 5      | Chad le Clos   | Sudafrica   | 1:51.56 |      |
|      | 6      | Kaio Almeida   | Brasile     | 1:51.61 |      |
|      | 4      | László Cseh    | Ungheria    | 1:51.67 |      |
| 4    | 1      | Chris Wright   | Australia   | 1:51.85 |      |
| 5    | 3      | Peng Wu        | Cina        | 1:51.92 |      |
| 6    | 8      | Marcin Cieślak | Polonia     | 1:53.09 |      |
| 7    | 2      | Robert Bollier | Stati Uniti | 1:53.61 |      |
| 7    | 7      | Jayden Hadler  | Australia   | 1:53.61 |      |